# Bofarreira
Bofarreira est un village du Cap-Vert sur l’île de Boa Vista.

## Galerie d'image

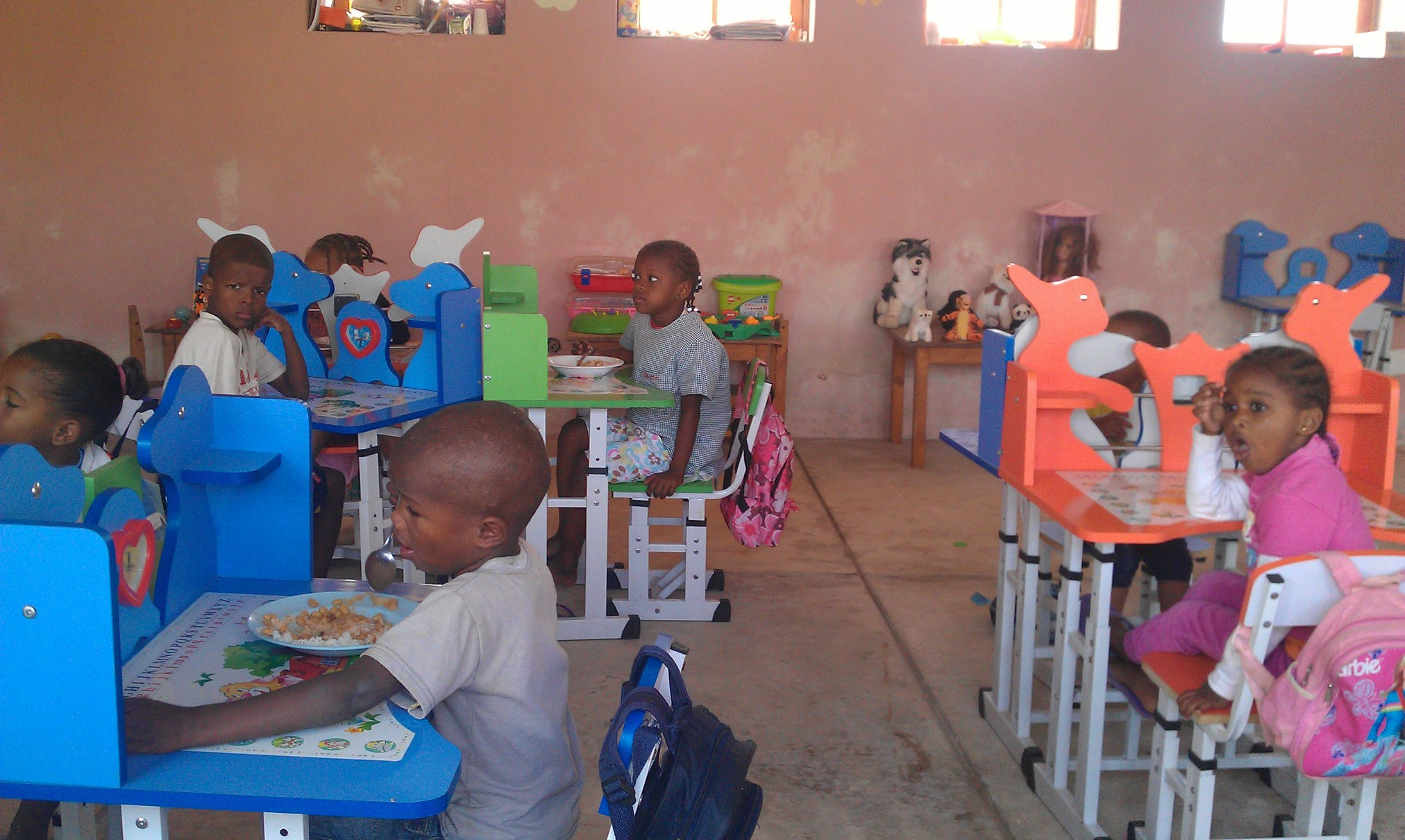
École (2012)
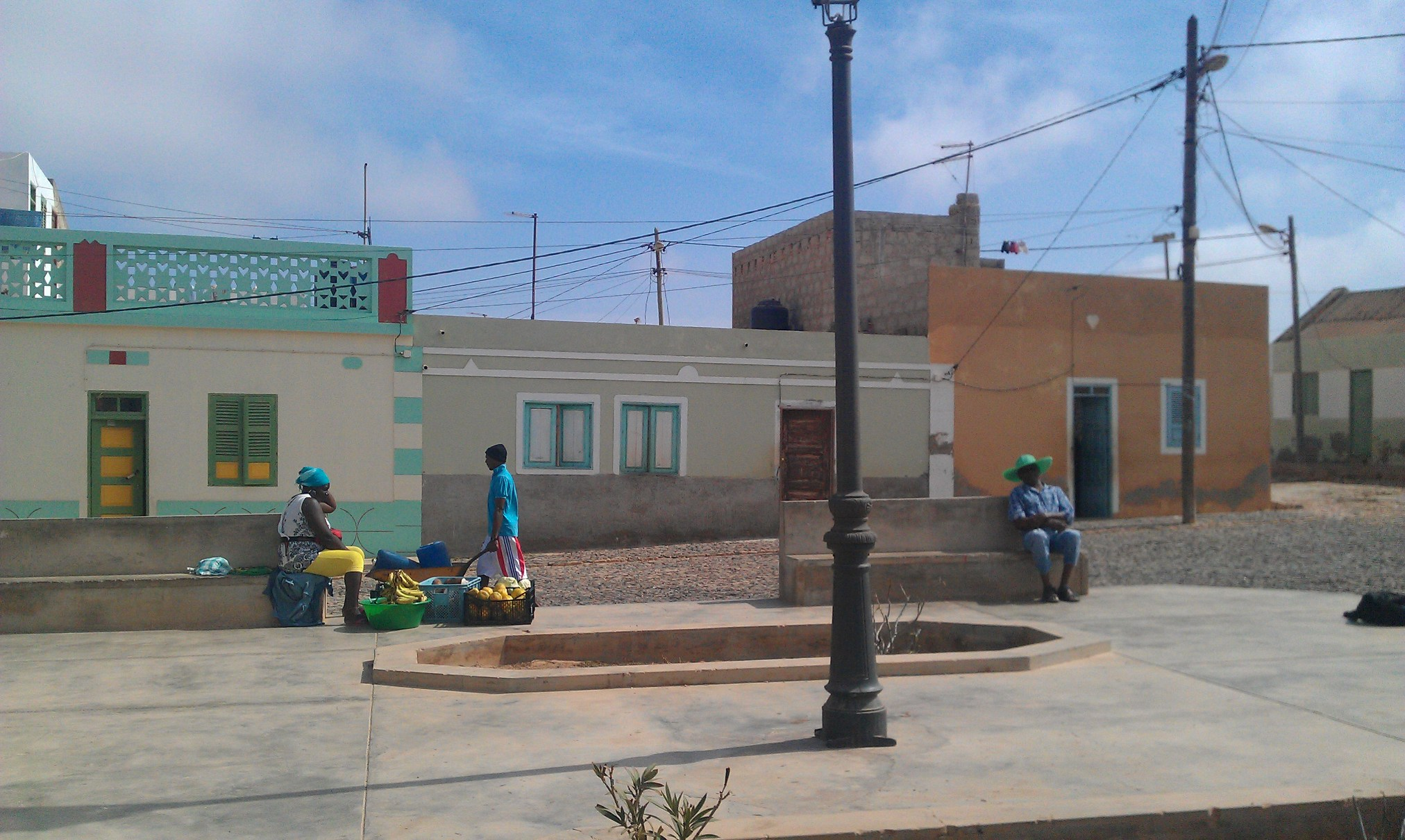
Square (2012)
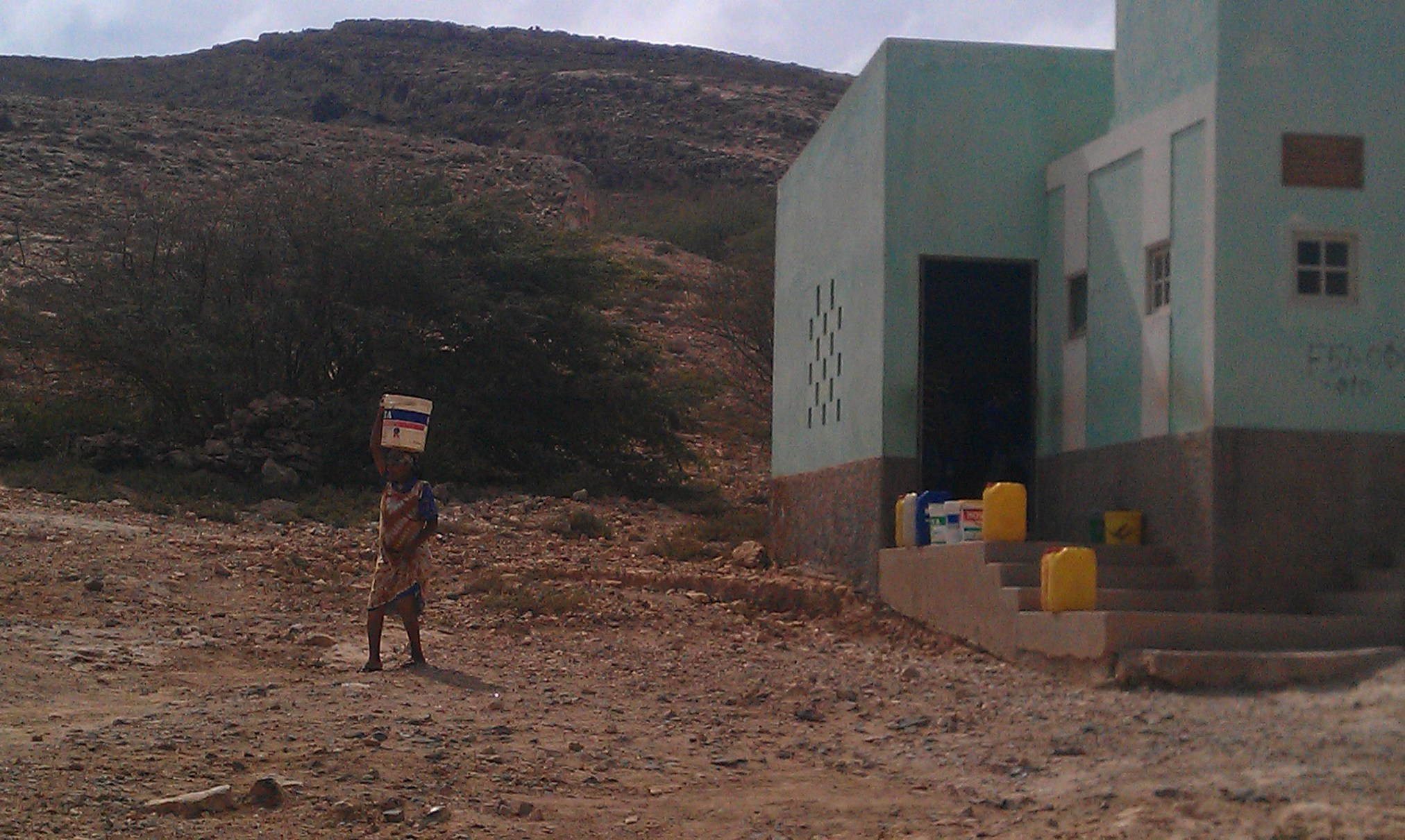
Résidence de Bofarreira (2012)
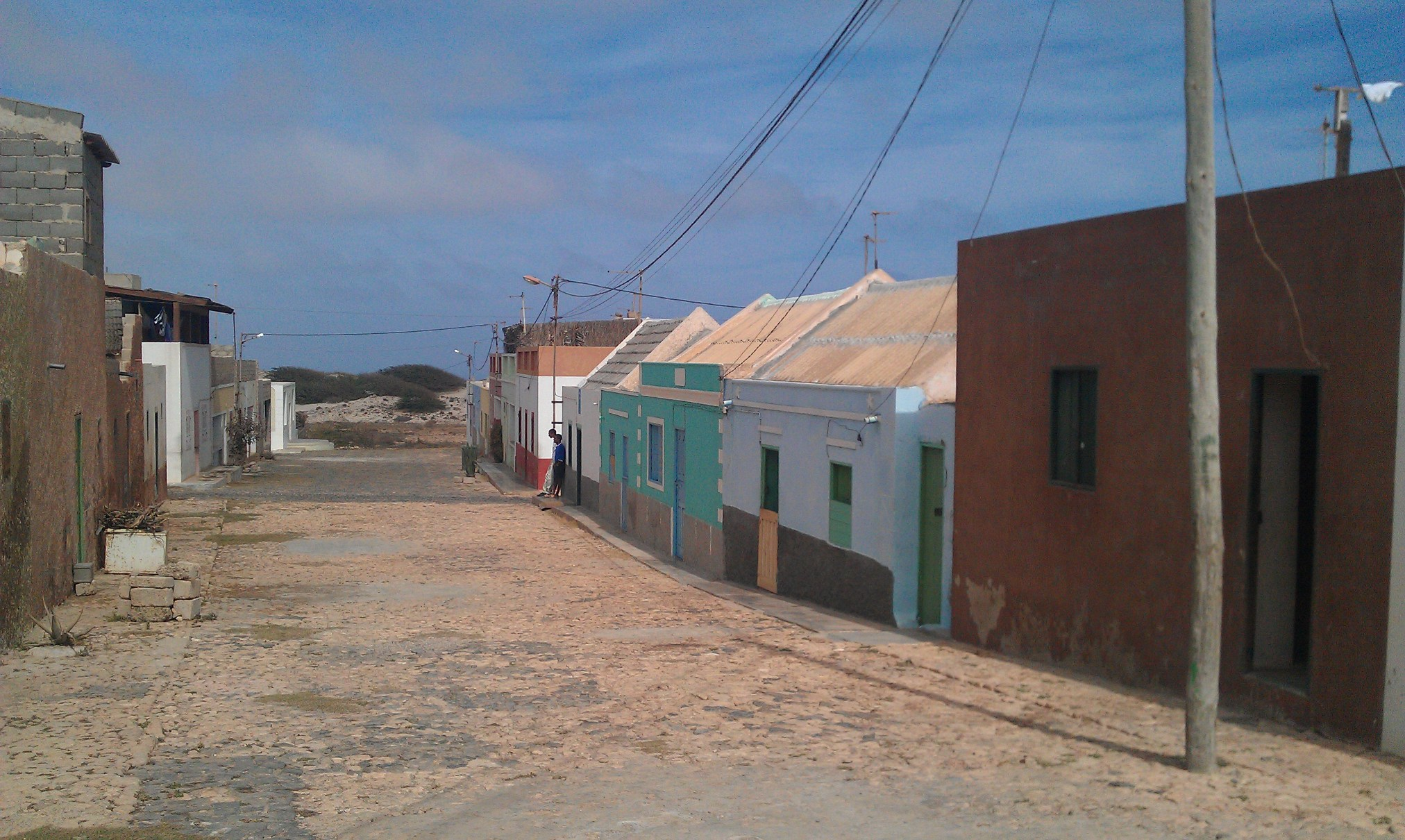
Rue principale de Bofarreira (2012)